# Bibracte sumatrana
Bibracte sumatrana är en insektsart som beskrevs av Willemse, C. 1930. Bibracte sumatrana ingår i släktet Bibracte och familjen gräshoppor. Inga underarter finns listade i Catalogue of Life.